# Lepidaploa macahensis
Lepidaploa macahensis là một loài thực vật có hoa trong họ Cúc. Loài này được (Glaz. ex G.M.Barroso) H.Rob. mô tả khoa học đầu tiên năm 1990.